# Viaduc sur le Sori
Le viaduc du Torrente Sori est un viaduc autoroutier italien, situé le long de l'autoroute A12 (route européenne E80) à proximité de la commune de Sori.
Il traverse la vallée du ruisseau Sori à grande hauteur.

## Histoire
Le viaduc, commandé par la société Autostrade, a été conçu par les ingénieurs Silvano Zorzi et Sergio Tolaccia et construit par la société Mondelli. Le tronçon routier a été ouvert à la circulation le 18 décembre 1966.

## Caractéristiques
C'est, avec les viaducs Veilino, Bisagno et Nervi, l'un des quatre viaducs du tronçon de l'autoroute Gênes-Rapallo construit avec l'aide d'une construction provisoire en charpente appelé « Cintre », utile dans le cas de ponts de hauteur considérable ou avec le fond de la vallée occupé par des bâtiments. Ce système a été utilisé ici pour la première fois en Italie.
Il est le plus haut pont de l'autoroute A12 (Autostrada Azzurra « Blue ») qui longe la côte méditerranéenne au sud-est de Gênes, en Italie. Le viaduc de 393 m de long surmonte la vallée du torrent Sori, atteignant une hauteur libre de 115 m,.
Construit en béton armé, il dispose de 6 travées de portées variable (2x100, 2x65 et 3x35,). Le tablier, unique pour les deux chaussées, mesure 19,10 m de large.